# أجندة للسلام
أجندة للسلام: الدبلوماسية الوقائية وصنع السلام وحفظ السلام، والمعروف بشكل أكثر شيوعًا باسم أجندة للسلام، هو تقرير كتبه الأمين العام للأمم المتحدة بطرس بطرس غالي في عام 1992. فيه، يستجيب بطرس غالي لطلب من مجلس الأمن لإجراء «تحليل وتوصيات» لتعزيز صنع السلام وحفظ السلام. تحدد الوثيقة الطريقة التي شعر بها بطرس غالي أن على الأمم المتحدة أن تستجيب للصراع في عالم ما بعد الحرب الباردة.

إدراكًا لقيود حفظ السلام، خاصة وأن مثل هذه الجهود كانت سائدة في أوائل التسعينيات، عقد مجلس الأمن التابع للأمم المتحدة في عام 1992 أول اجتماع لرؤساء الدول. واختتم الأعضاء الخمسة عشر المؤتمر بإصدار بيان يدعو الأمين العام آنذاك بطرس بطرس غالي لكتابة تقرير يوصي بالإصلاحات المستقبلية. في بيانهم، أقر رؤساء الدول بـ:
«إن غياب الحروب والصراعات العسكرية بين الدول لا يضمن في حد ذاته السلم والأمن الدوليين. أصبحت المصادر غير العسكرية لعدم الاستقرار في المجالات الاقتصادية والاجتماعية والإنسانية والبيئية تهديدات للسلام والأمن. إن أعضاء الأمم المتحدة ككل، الذين يعملون من خلال الهيئات المناسبة، بحاجة إلى إعطاء الأولوية القصوى لحل هذه المسائل.» 
رأى مجلس الأمن ما اقترحه العديد من منتقدي حفظ السلام، وقد أوضحت بعض الإخفاقات الأخيرة: حفظ السلام وحده، كما كان يمارس آنذاك، لم يكن كافياً لضمان سلام دائم.
قدم بطرس غالي رده بعد بضعة أشهر على شكل أجندة للسلام. في التقرير، حدد عددًا من العمليات الإضافية للدبلوماسية الوقائية التي يمكن للمجتمع الدولي استخدامها قبل حفظ السلام، أو في وقت واحد. واقترح أيضًا تعريفات مميزة لصنع السلام وحفظ السلام، وأشار إلى الفصل السابع من ميثاق الأمم المتحدة لتبرير التدخل العسكري دون موافقة الطرفين. في السابق، لم يتم تناول هذه المفاهيم رسميًا من قبل قيادة الأمم المتحدة. ومع ذلك، فإن أهم مساهمة لاجندة السلام في الفهم الحديث للسلام هي تقديمها لمفهوم «بناء السلام بعد الصراع». يعرّف بطرس غالي «بناء السلام بعد الصراع» بأنه «عمل لتحديد ودعم الهياكل التي تميل إلى تقوية وترسيخ السلام من أجل تجنب الانتكاس إلى الصراع».
كان مفهوم بناء السلام بعد الصراع ذا أهمية خاصة في الانضباط الأكاديمي لدراسات السلام والصراع. لقد تم تبنيه من قبل عدد من العلماء لاقتراح إطار للسلام لا يعالج فقط الأشكال الكامنة للعنف الجسدي، ولكن أيضًا جوانب المجتمع العنيفة من الناحية الهيكلية، والتي يمكن أن تؤدي إلى عودة ظهور القتال (انظر مناقشة السلام الإيجابي في مقال عن دراسات السلام والصراع).